# Wilhelm Niermann
Wilhelm Niermann (* 22. März 1896 in Schröttinghausen; † 30. Juli 1954 in Lübbecke) war ein deutscher Politiker (CNBL, CDU).

## Leben und Wirken
Nach dem Besuch der Rektorschule in Lübbecke (bis zur Obertertia) und des Gymnasiums (bis zur Obersekunda) meldete Niermann sich am 2. Januar 1915 als Kriegsfreiwilliger beim Jäger-zu-Pferde-Regiment Nr. 12 zur Teilnahme am Ersten Weltkrieg. Von Ende 1915 bis zum Kriegsende 1918 kämpfte er als Vizewachtmeister und Offiziersaspirant mit dem Husaren-Regiment Nr. 8 an der Westfront.
Nach dem Krieg übernahm Niermann den Hof seines Vaters in Schröttinghausen. In den 1920er Jahren begann er sich in der Christlich-Nationalen Bauern und Landvolkpartei (CNBL) zu engagieren. 1926 wurde er Gemeindevorsteher in seiner Heimat, 1928 Vorsitzender der CNBL im Wahlkreis Westfalen-Nord; 1929 wurde er Mitglied des Kreisausschusses und Vorsitzender des Kreislandbundes Lübbecke. Von September 1930 bis Juli 1932 saß Niermann auf Reichswahlvorschlag seiner Partei als Abgeordneter im Reichstag.
Nach 1945 beteiligte Niermann sich an der Gründung der CDU im Kreis Lübbecke.